# 질 베넷 (영국 배우)

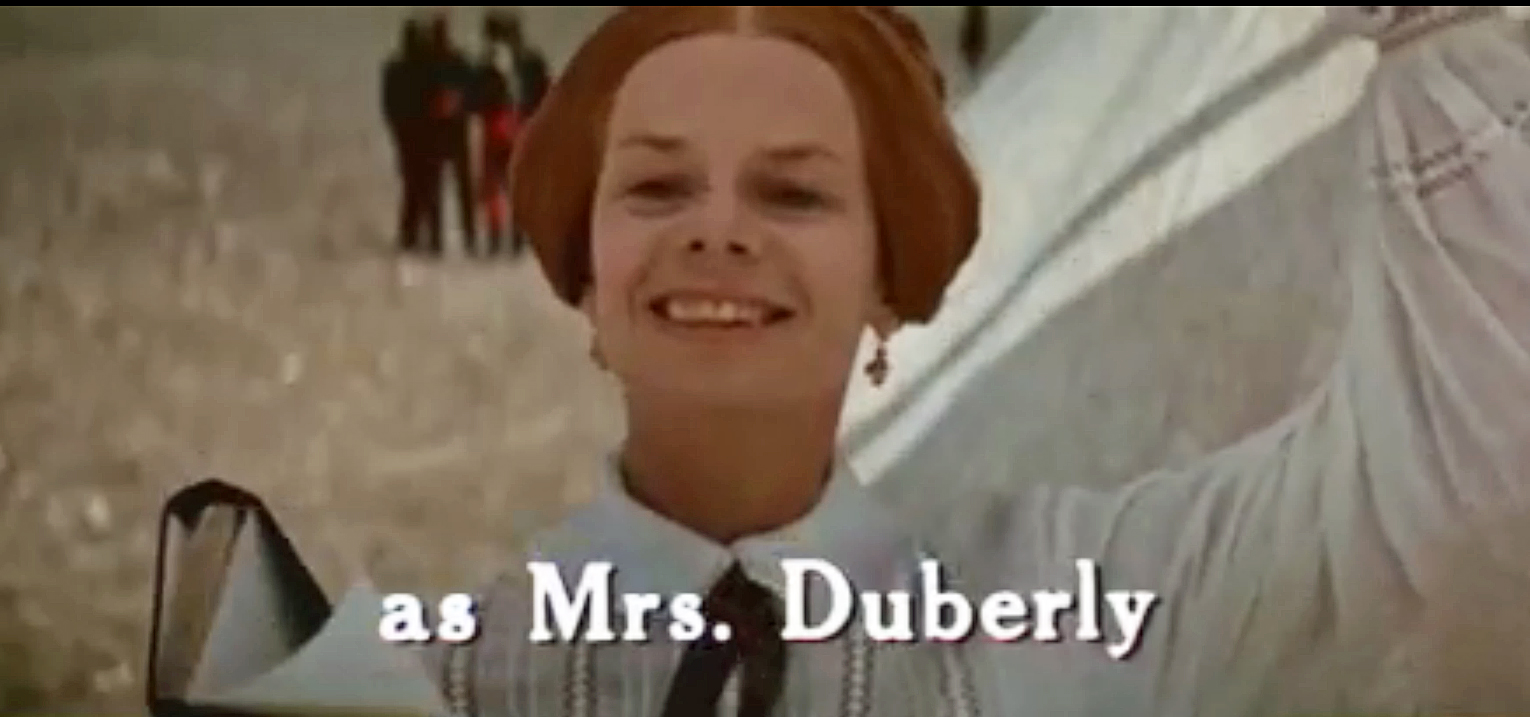

질 베넷(Jill Bennett, 1931년 12월 24일 ~ 1990년 10월 4일)은 영국의 배우, 연극 배우, 영화배우이다.
피낭주에서 태어났으며 런던에서 사망하였다. 사인은 과다복용이다.

## 영화
- 앤 덴 케임 롤라 (2009년)
- 인 허 라인 오브 파이어 (2006년)
- 마지막 사랑 (1990년)
- 동행자 (1988년)
- 레이디 제인 (1986년)
- 로이의 시련 (1983년)
- 영국 병원 (1982년)
- 007 유어 아이스 온리 (1981년) - 제이코바 브링크 역
- 더 헌팅 오브 줄리아 (1977년) - 릴리 로프팅 역
- 줄리어스 시저 (1970년)
- 차즈 오브 더 라이트 브리게이드 (1968년)
- 한여름 밤의 꿈 (1968년)
- 더 크리미널 (1960년)
- 열정의 랩소디 (1956년) - 윌레미엔 역
- 물랑 루즈 (1952년)